# Majin Tensei (jeu vidéo)
 Majin Tensei (魔神転生) est un jeu vidéo de rôle tactique T-RPG originellement sorti sur SNES le 28 janvier 1994, développé et édité par Atlus. C'est le premier jeu de la série Majin Tensei. Il est également ressorti sur console virtuelle (Wii) en 2011, ainsi que sur console virtuelle (Wii U) en 2015.

## Synopsis
Comme pour le premier jeu Shin Megami Tensei, le héros vit dans une ville japonaise futuriste nommée "New Tokyo", envahie par des démons. Plus tard dans le jeu, le héros rencontre une mystérieuse femme, qui devient l'héroïne.

## Système de jeu
Le joueur dirige une équipe de créatures invoquées pour vaincre des démons.
En combat, le joueur et l'équipe ennemie se relaient pour commander des démons au combat, les déplacer sur le terrain, leur faire utiliser de la magie ou attaquer l'ennemi. Le joueur peut constituer son équipe en négociant avec des démons afin de leur faire rejoindre son équipe, et peut créer des nouveaux, plus puissants démons en fusionnant plusieurs de ses alliés démons en un seul. Le joueur peut aussi gagner de l'argent pour acheter des objets.